# Виетри сул Маре
Виетри сул Маре (на италиански: Vietri sul Mare) е град и община в Южна Италия.

## География
Виетри сул Маре е морски курортен град в област (регион) Кампания на провинция Салерно. Разположен е на северния бряг на Салернския залив. Той е най-източния град от Амалфийското крайбрежие. На около 7 км в източна посока се намира провинциалния център Салерно. На около 70 км на северозапад е град Неапол. На около 7 км след Виетри сул Маре в западна посока по крайбрежието е друг морски курортен град Четара. Население 8365 жители към 1 април 2009 г.

## Икономика
Главни отрасли в икономиката на града са морският туризъм и керамиката.